# Världsmästerskapen i skidskytte 2005
VM i skidskytte 2005 avgjordes i tyrolska Hochfilzen i Österrike mellan 5 och 13 mars 2005. 

## Medaljfördelning
|       |             |      |        |       |        |
| Plats | Land        | Guld | Silver | Brons | Totalt |
| 1     | Norge       | 5    | 0      | 1     | 6      |
| 2     | Tyskland    | 3    | 4      | 2     | 9      |
| 3     | Ryssland    | 1    | 4      | 1     | 6      |
| 4     | Tjeckien    | 1    | 0      | 0     | 1      |
| 5     | Kina        | 0    | 2      | 0     | 2      |
| 6     | Vitryssland | 0    | 0      | 2     | 2      |
| 7     | Sverige     | 0    | 1      | 0     | 1      |
| 8     | Lettland    | 0    | 0      | 1     | 1      |
|       | Frankrike   | 0    | 0      | 1     | 1      |
|       | Österrike   | 0    | 0      | 1     | 1      |

## Medaljörer

### Damer

#### Sprint 5 mars
7,5 km 
| Plac. | Namn            | Land        | Tid     | Antal bom |
| ----- | --------------- | ----------- | ------- | --------- |
|       | Uschi Disl      | Tyskland    | 21.58,6 | 0 (0+0)   |
|       | Olga Zajtseva   | Ryssland    | + 3,5   | 0 (0+0)   |
|       | Olena Zubrilova | Vitryssland | + 26,6  | 0 (0+0)   |

#### Jaktstart 6 mars
10 km 
| Plac. | Namn          | Land     | Tid*    | Antal bom   |
| ----- | ------------- | -------- | ------- | ----------- |
|       | Uschi Disl    | Tyskland | 33.32,5 | 4 (1+0+2+1) |
|       | Liu Xianying  | Kina     | + 17,9  | 4 (0+1+1+2) |
|       | Olga Zajtseva | Ryssland | + 40,6  | 4 (0+1+1+2) |

* - observera att tiden räknades från när första startande började

#### Distans 8 mars
15 km 
| Plac. | Namn          | Land     | Tid     | Antal bom   |
| ----- | ------------- | -------- | ------- | ----------- |
|       | Andrea Henkel | Tyskland | 52.37,5 | 1 (0+1+0+0) |
|       | Riboun Sun    | Kina     | + 30,2  | 2 (0+1+0+1) |
|       | Linda Grubben | Norge    | + 34,3  | 1 (1+0+0+0) |

#### Stafett 11 mars
4 x 6 km 
| Plac. | Land        | Lagmedlemmar                                                         | Tid       | Antal bom   |
| ----- | ----------- | -------------------------------------------------------------------- | --------- | ----------- |
|       | Ryssland    | Olga Pyljova Svetlana Isjmuratova Anna Bogali-Titovets Olga Zajtseva | 1:13.44,4 | 0 (0+0+0+0) |
|       | Tyskland    | Uschi Disl Katrin Apel Andrea Henkel Kati Wilhelm                    | + 41,4    | 1 (1+0+0+0) |
|       | Vitryssland | Katerina Ivanova Olga Nazarova Ludmila Ananko Olena Zubrilova        | + 53,2    | 1 (1+0+0+0) |

#### Masstart 13 mars
12,5 km 
| Plac. | Namn                        | Land     | Tid     | Antal bom   |
| ----- | --------------------------- | -------- | ------- | ----------- |
|       | Gro Marit Istad Kristiansen | Norge    | 41.40,3 | 4 (0+1+0+3) |
|       | Anna Carin Olofsson         | Sverige  | + 3,7   | 3 (0+1+1+1) |
|       | Olga Pyljova                | Ryssland | + 8,4   | 3 (1+1+1+0) |

### Herrar

#### Sprint 5 mars
10 km 
| Plac. | Namn                 | Land     | Tid     | Antal bom |
| ----- | -------------------- | -------- | ------- | --------- |
|       | Ole Einar Bjørndalen | Norge    | 24.37,5 | 1 (0+1)   |
|       | Sven Fischer         | Tyskland | + 10,5  | 1 (1+0)   |
|       | Ilmārs Bricis        | Lettland | + 24,0  | 0 (0+0)   |

#### Jaktstart 6 mars
12,5 km 
| Plac. | Namn                 | Land     | Tid*    | Antal bom   |
| ----- | -------------------- | -------- | ------- | ----------- |
|       | Ole Einar Bjørndalen | Norge    | 36.41,4 | 3 (0+1+1+1) |
|       | Sergej Tjepikov      | Ryssland | + 39,2  | 0 (0+0+0+0) |
|       | Sven Fischer         | Tyskland | +50,7   | 3 (2+0+1+0) |

* - observera att tiden räknades från när första startande började

#### Distans 9 mars
20 km 
| Plac. | Namn          | Land     | Tid       | Antal bom   |
| ----- | ------------- | -------- | --------- | ----------- |
|       | Roman Dostál  | Tjeckien | 1:00.24,5 | 1 (0+0+0+1) |
|       | Michael Greis | Tyskland | + 9,4     | 0 (0+0+0+0) |
|       | Ricco Groß    | Tyskland | + 26,9    | 2 (1+0+0+1) |

#### Stafett 12 mars
4 x 7,5 km 
| Plac. | Land      | Lagmedlemmar                                                          | Tid       | Antal bom   |
| ----- | --------- | --------------------------------------------------------------------- | --------- | ----------- |
|       | Norge     | Halvard Hanevold Stian Eckhoff Egil Gjelland Ole Einar Bjørndalen     | 1:21.59,2 | 0 (0+0+0+0) |
|       | Ryssland  | Sergej Rosjkov Nikolaj Kruglov Pavel Rostovtsev Sergej Tjepikov       | + 26,0    | 0 (0+0+0+0) |
|       | Österrike | Daniel Mesotitsch Friedrich Pinter Wolfgang Rottmann Christoph Sumann | + 43,3    | 0 (0+0+0+0) |

#### Masstart 13 mars
15 km 
| Plac. | Namn                 | Land      | Tid     | Antal bom   |
| ----- | -------------------- | --------- | ------- | ----------- |
|       | Ole Einar Bjørndalen | Norge     | 40.51,9 | 3 (1+0+2+0) |
|       | Sven Fischer         | Tyskland  | + 11,0  | 3 (0+1+1+1) |
|       | Raphaël Poirée       | Frankrike | + 20,6  | 2 (0+0+1+1) |

### Mix-stafett
2x6/2x7.5 km 
| Plac. | Land            |                                                                     |
| ----- | --------------- | ------------------------------------------------------------------- |
|       | Ryssland lag I  | Olga Pyleva Svetlana Ishmuratova Ivan Cherezov Nikolay Kruglov, Jr. |
|       | Ryssland lag II | Anna Bogaliy Olga Zaitseva Sergey Tchepikov Sergey Rozhkov          |
|       | Tyskland lag I  | Uschi Disl Kati Wilhelm Michael Greis Ricco Gross                   |